# Joe Cole (Schauspieler)

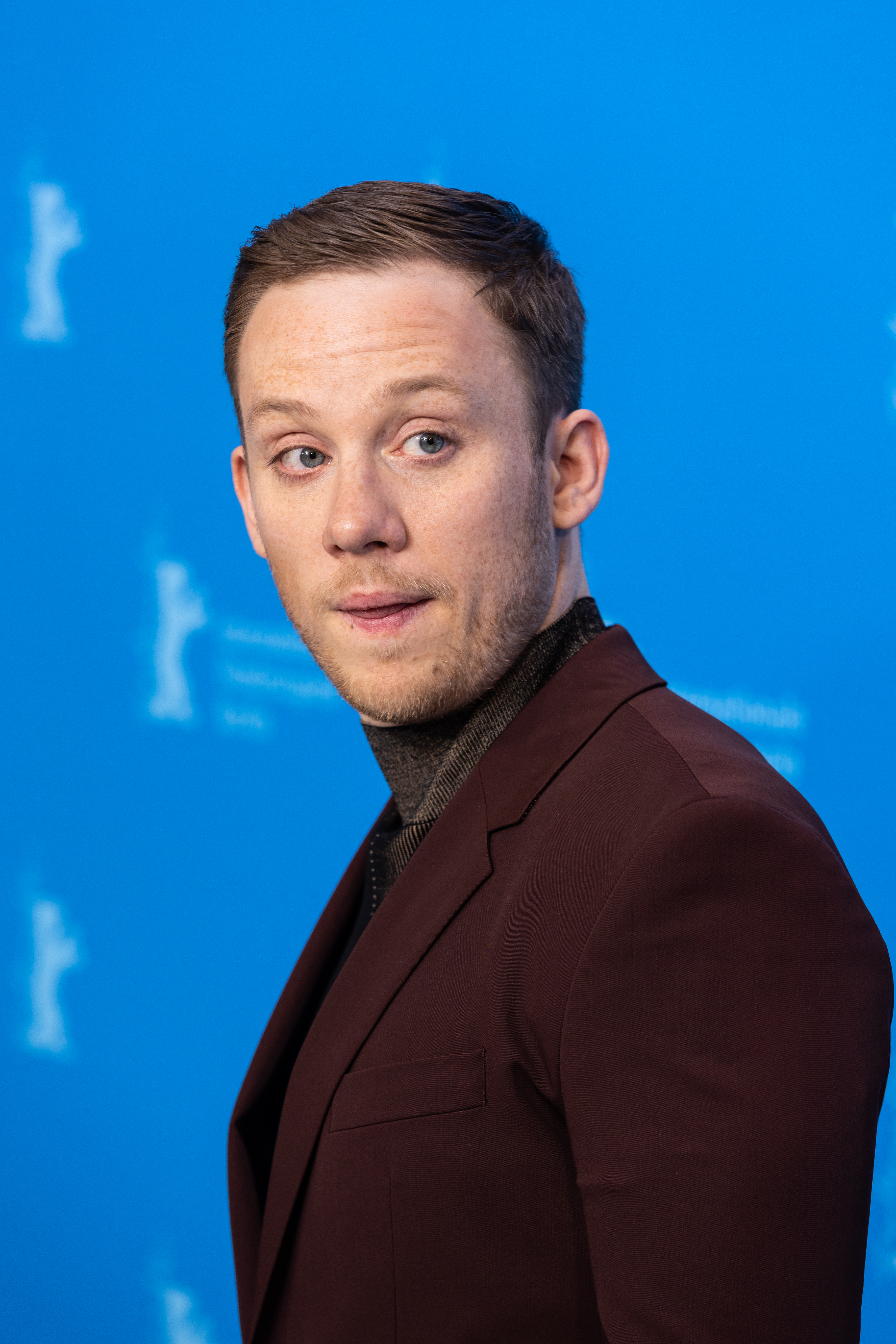
Joe Cole auf der Berlinale 2022

Joseph „Joe“ Michael Cole (* 28. November 1988 in Kingston upon Thames, London) ist ein britischer Schauspieler.

## Leben
Joe Cole wuchs in Kingston in Südlondon auf und ist der Älteste von fünf Brüdern. Einer davon ist Finn Cole, an dessen Seite er in der Serie Peaky Blinders zu sehen war. Cole selbst tritt seit 2010 als Schauspieler in Film- und Fernsehen in Erscheinung.
Coles Schauspielkarriere begann, als er in das National Youth Theatre aufgenommen wurde. Er erhielt seine ersten Rollen (The Bill und Holby City) durch eine One-Night-Show im Londoner West End. Es folgten Rollen im Bush Theatre. Nach einigen kleinen Nebenrollen spielte Cole von 2013 bis 2017 John Shelby in dem britischen historischen Krimi Peaky Blinders und in einer Episode von Charlie Brookers Black Mirror.

## Auszeichnungen
Für seine Rolle als Billy Moore in A Prayer Before Dawn gewann Cole bei den British Independent Film Awards 2018 den Preis für den besten Schauspieler.
Für die Episode Hang the DJ der Serie Black Mirror erhielt er eine BAFTA-Nominierung als Bester Schauspieler.

## Filmografie (Auswahl)
- 2010: The Bill (Fernsehserie)
- 2010: Assessment (Kurzfilm)
- 2012: Offender
- 2012: Now Is Good – Jeder Moment zählt (Now Is Good)
- 2012: Skins – Hautnah (Skins, Fernsehserie, 2 Episoden)
- 2012: Payback – Tag der Cache
- 2014: A Long Way Down
- 2015: Green Room
- 2015: Vor ihren Augen (Secret in Their Eyes)
- 2017: A Prayer Before Dawn – Das letzte Gebet (A Prayer Before Dawn)
- 2013–2017: Peaky Blinders – Gangs of Birmingham (Peaky Blinders, Fernsehserie, 20 Episoden)
- 2017: Black Mirror (Fernsehserie, Episode: „Hang the DJ“)
- 2017: Eye on Juliet – Im Auge der Drohne (Eye on Juliet)
- 2018: Happy New Year, Colin Burstead.
- 2019: Pure (Fernsehserie, 6 Episoden)
- 2020: One of these Days
- seit 2020: Gangs of London (Fernsehserie, 16 Episoden)
- 2022: Against the Ice
- 2022: Die Ipcress-Datei (The Ipcress File, Fernsehserie, 6 Episoden)
- 2023: Ein Funken Hoffnung – Anne Franks Helferin (A Small Light, Fernsehserie, 8 Episoden)
- 2024: The Damned
- 2025: The Birthday Party